# 부산물
부산물(副産物, by-product)은 생산 과정, 제조 공정, 화학 반응에서 파생되는 부차적 산물이다. 생산되는 1차적 산물이나 서비스가 아니다.
유용하거나 마케팅이 가능한 부산물이 있는 반면 쓸모없는 것으로 간주되는 부산물도 존재한다. 이를테면 밀이 정제된 밀로 분쇄 과정을 거쳐 나오는 부산물인 속겨는 불태워지거나 제거되는 경우가 있는데 한편으로는 인간이 먹는 음식이나 동물 음식의 영양분으로 사용이 가능하다. 휘발유는 한때 정유 과정의 부산물이었다가 나중에는 자동차 연료로서 바람직한 원자재가 되었다. 플라스틱 쇼핑백에 쓰이는 플라스틱 또한 정유 과정의 부산물로 시작하였다.

## 같이 보기
- 순환 경제